# Anastázie
Anastázie (také Anastazia) je ženské křestní jméno pocházející z řečtiny, které znamená vzkříšená. Jmeniny má 15. dubna. Mužská (v Česku nepoužívaná) podoba je Anastáz, latinsky Anastasius. Další podoba je Nasťa (v přepisech Nastja či Nastia).

## Statistické údaje

### Pro jméno Anastázie
Následující tabulka uvádí četnost jména v ČR a pořadí mezi ženskými jmény ve srovnání dvou roků, pro které jsou dostupné údaje MV ČR – lze z ní tedy vysledovat trend v užívání tohoto jména:
| Rok       | Četnost    | Pořadí   |
| 1999      | 1363       | 206.     |
| 2002      | 1196       | 210.     |
| Porovnání | o 167 méně | o 4 hůře |
| 2006      | 893        | 251.     |
| 2016      | 1145       | 394.     |

Změna procentního zastoupení tohoto jména mezi žijícími ženami v ČR (tj. procentní změna se započítáním celkového úbytku žen v ČR za sledované tři roky 1999-2002) je -11,6%, což svědčí o poměrně značném poklesu obliby tohoto jména.

### Pro jméno Anastazie
| Rok       | Četnost    | Pořadí   |
| 1999      | 1494       | 197.     |
| 2002      | 1311       | 204.     |
| Porovnání | o 183 méně | o 7 hůře |
| 2006      | 953        | 241.     |

Změna procentního zastoupení tohoto jména mezi žijícími ženami v ČR (tj. procentní změna se započítáním celkového úbytku žen v ČR za sledované tři roky 1999-2002) je -11,6%, což svědčí o poměrně značném poklesu obliby tohoto jména.

## V jiných jazycích
- Anastasie: anglicky, francouzsky
- Anastasija: Rusky, Ukrajinsky, Bělorusky, Makedonsky, Srbsky
- Anastacia: anglicky
- Nastya, Nastja, Nastia: Rusky, Anglicky,
- Stasia: Rusky
- Stacy, Stacia, Staci: Anglicky
- Anastazija: Chorvatsky
- Anasztázia: Maďarsky
- Anastázia: Slovensky
- Nastja: Slovinsky, Rusky
- Anastazja: Polsky

## Slavné Anastázie
- sv. Anastázie ze Sirmia († 304) – mučednice v Chorvatsku
- sv. Anastázie Nikolajevna Romanovová (1901–1918)- zavražděná dcera posledního ruského cara, rovněž svatořečeného Mikuláše II.
- Anastacia (Lyn Newton; 1968) – americká zpěvačka
- Staci Keanan (Anastasia Sagorsky; 1975) – americká divadelní a televizní herečka a profesorka

## Fiktivní Anastázie
- Nastěnka ve filmu Mrazík
- Anastasia Steeleová - Padesát odstínů šedi (kniha, film)